# Franchi (azienda)
La Franchi è una azienda italiana produttrice di armi da fuoco, in particolare di armi a canna lunga.
Fondata nel 1868 da Luigi Franchi, dal 1995 è parte del gruppo Benelli Armi  e la sede si è spostata da Brescia ad Urbino. Nel 2011 è iniziato il processo di ripristino del marchio Franchi. Tra i prodotti più importanti della Franchi S.p.A., il fucile a doppia modalità di fuoco SPAS-12, il più recente fucile ad uso militare SPAS-15 e il fucile sportivo AL-48 che ha ricevuto il premio Compasso d'Oro nel 1954.

## Storia

### Nascita
Fondata nel 1868 con sede a Brescia, oggi la sede è stata spostata ad Urbino; acquistata nel 1987 dalla SOCIMI di Milano, poi fallita nel 1992, la Franchi S.p.A. seguì lo stesso destino l'anno successivo, salvo essere salvata nel 1995 grazie all'acquisto da parte del Gruppo Beretta, di cui fa tuttora parte.
Nel 2011 è iniziato il processo di ripristino del marchio, con il logo con il verde archibugiere in posizione di tiro che è stato sostituito da una semplice F di color arancio.
Nel 2018 Franchi compie 150 anni di storia, il logo celebrativo riporta insieme al nome del marchio, una piccola striscia tricole che rappresenta la bandiera italiana.

## Tecnologia

### TSA – TSA_ADV
Il sistema di riduzione del rinculo è il TSA nella versione ADV senza gel. Oltre a caratterizzare il look dell'arma, il TSA riduce il rinculo fino al 50%. Infatti un insieme di schiume poliuretaniche si espandono al momento del tiro, assorbendo gran parte del rinculo.
- è resistente alle alte e basse temperature
- è indeformabile
- è disponibile in diverse altezze
- Favorisce il miglior grip sui vestiti

### Front Inertia
Il preciso e performante sistema di funzionamento dell'Affinity è il Front Inertia, che si distingue dagli altri per l'alloggiamento della molla di recupero nell'astina intorno al tubo serbatoio. Questo sistema è perfettamente collaudato e consente i seguenti vantaggi:
- Miglior bilanciamento ed equilibrio
- Mantenimento della mira anche durante sequenze di colpi molto ravvicinati
- Minimizzazione dell'impennamento
- Facile manutenzione senza dover smontare il calcio

### Franchi Exclusive Style
La Piattaforma Franchi XS, Exclusive style, fonde design ed esperienza venatoria e, attraverso lo studio delle abitudini di caccia di più di 1.000 individui, restituisce come risultato il fucile dalle forme perfette:
- Zigrini Esclusivi
- Guardia spaziosa (accesso facilitato anche per chi indossa guanti)
- Nuove forme esclusive del calcio e dell'astina
- Carcasse anodizzate nere, grigie e camo
- Mirino in fibra ottica LPA

## Prodotti
Franchi offre al mercato mondiale una gamma completa di fucili da caccia.

### Semiautomatici
Carcasse in Ergal trattate con ossidazione anodica per resistere a tutti i fenomeni meteorologici. Il sistema di funzionamento è il Front Inertia che garantisce pulizia, precisione e bilanciamento. Il sistema di riduzione del rinculo è il TSA, Twin Shock Absorber. Piattaforma Franchi XS, Exclusive Style per un fucile dalle forme perfette. 7 anni di garanzia sulle parti meccaniche.

#### Affinity 3  modelli Magnum camera 76
- Affinity     White          cal.12
- Affinity 3 Elite Wood: cal. 12 e 20
- Affinity 3 Black Synt: cal. 12 e 20
- Affinity 3 Sporting: cal. 12 e 20
- Affinity 3 Max 5: cal. 12 e 20
- Affinity 3 Elite Cobalt   cal.12 e 20
- Affinity       Pro             cal. 12
- Affinity 3  Elite Bronze  cal.12 e 20
- Affinity 3   Wood      cal.12 e 20
- Affinity  3  Black Synt  LH (Mancino)  cal.12 e 20
- Affinity Companion German Pointer   cal.12 e 20
- Affinity Companion Labrador    cal.12 e 20
- Affinity  Slug      cal.12

#### affinity 3.5  modelli Supermagnum  camera 89
- Affinity 3.5  black  synt     cal.12
- Affinity 3.5  Max 5            cal.12
- Affinity 3.5 Elite Bronze     cal.12
- Affinity 3.5 Elite Cobalt       cal.12

### Sovrapposti Feeling
I sovrapposti in cal. 12, 20, 28 e .410, sono una valida alternativa per chi preferisce un modello più tradizionale rispetto ai semiautomatici. I Feeling sono disponibili con bascula in Ergal e acciaio. Innovativi nell'estetica, sono tradizionali nel meccanismo collaudato e sicuro. Anche i sovrapposti rispondono ai criteri Franchi XS. Il sistema di scatto è monogrillo selettivo, con selettore posto sul pulsante di sicura alloggiato dietro la manetta. Il calciolo è di gomma a due ventilazioni. La garanzia è di 7 anni sulle parti meccaniche.
- Feeling Select  cal. 12, 20, 28 e .410    (i calibro 12,20 e 410 sono camerati 76) il solo calibro 28 e camerato 70
- Feeling Acciaio: cal. 12, 20, 28 e .410     (i calibro 12,20 e 410 sono camerati 76) il solo calibro 28 e camerato 70
- Feeling Beccaccia: cal. 12, 20 e 28        ( i calibro 12 e 20 sono camerati 76)  il solo calibro 28 è camerato 70
- Feeling Beccaccia Select  cal.12 e 20  camera 76
- Feeling  Sporting  Cal 12   camera 76
- Feeling Slug    Cal.12   camera 76

### Express Xpress
Fucili Sovrapposti a canna rigata in calibro 8x57JRS; 9,3x74R; 30-06; .30 Blaser
Fonde precisione ed ergonomia per le battute agli ungulati. Il meccanismo di sparo è monogrillo. Le canne sono dotate di mirino in fibra ottica e tacca di mira intermedia e si adattano a qualsiasi ottica. Anche all'Express è applicata la piattaforma XS che lo fa sembrare l'estensione naturale del braccio del cacciatore. La garanzia sulle parti meccaniche è di 7 anni.

### Paralleli Espirit
Franchi propone il fucile nobile per eccellenza in due calibri, 20 e 28 con bascula tartarugata in acciaio. Le forme ricercate rispondono alle regole del Franchi Exclusive style: ergonomia ed eleganza al servizio del cacciatore più raffinato e attento. Equilibrio e bilanciamento consentono tiri precisi e veloci. I paralleli Franchi sono disponibili nelle versioni monogrillo e bigrillo, con calcio all'inglese. Come tutti i fucili Franchi di questo catalogo, la doppietta ha 7 anni di garanzia

## Premi

### Compasso d'oro
Nel 1954 riceve il premio Compasso d’Oro per il fucile sportivo AL-48

### Editor's choice
Nel 2012 riceve il premio “Editor's choice” dalla rivista Outdoor Life per la gamma dei semiautomatici Affinity

### Fucile d'eccellenza
Nel 2012 riceve il premio “Fucile d'eccellenza” dalla rivista “Le chasseur Francais” per l'Affinity cal. 20 in legno

### Miglior fucile in assoluto dell'anno
Nel 2013 riceve il premio “Miglior fucile in assoluto dell'anno” in USA durante il Golden Bullseye Awards (la serata degli Oscar del mondo delle armi) ad opera della National Riflemen association (NRA) per il fucile Franchi Affinity

### Quaglia d'argento
Nel 2014 Bruno Beccaria Direttore Franchi riceve il premio “Quaglia d'argento” dall'associazione Fidc Meneghina per la capacità che ha avuto di distinguersi, modellando la gestione industriale, al perseguimento del futuro della caccia attraverso l'avvicinamento ai giovani

## Prodotti storici

### Imperiale Montecarlo cal. 12
Il 14 dicembre 1949 Gino Bartali acquista la doppietta Imperiale Montecarlo cal. 12 incisa da Francesco Medici per 103,010 lire. Sulle canne è rimessa in oro la scritta “Espressamente costruita per Gino Bartali”. Alla morte del campione la doppietta è ereditata dal figlio Luigi che nel 2013 la vende all'armiere di Frosinone Giovanni Villa. La lunghezza di 1.084 mm, il peso totale appena inferiore a 3 kg, le canne demibloc in acciaio Vickers supercromato, lunghe 679 mm, pesanti 1.255 grammi e forate a 18,4, le strozzature a 17,8 e 17,3 mm, cioè 6/10 e 11/10, il calcio lungo 355 mm, con pieghe 38-56. La bindella arabescata, conica 10–7 mm. Una curiosità: nella foto di Gino Bartali cacciatore compare anche Fausto Coppi con l'automatico Franchi 48 Al.
- Franchi LF-57
- Franchi SPAS-12
- Franchi SPAS-15